# The Тёлки. Повесть о ненастоящей любви
«The Тёлки. Повесть о ненастоящей любви» — роман российского писателя Сергея Минаева, изданный в 2008 году.

## Сюжет
Главный герой повести Андрей Миркин — москвич, рядовой представитель поколения двадцатисемилетних жителей российских мегаполисов. Светский журналист, ночной тусовщик и ловелас, вращается в кругах элитной богемы и золотой молодёжи. Андрей зарабатывает на жизнь тем, что ведёт колонку в гламурном журнале и манипулирует кредитными картами. В свободное время участвует в музыкальной группе в стиле «гангста-трэш».
Он параллельно крутит два романа, как он считает, манипулируя девушками. Они озабочены поиском любви — он же, в свою очередь, ищет развлечений — в богемных интерьерах московских ночных клубов, шикарных ресторанов, офисов и спален. Но в один момент всё вокруг начинает рушиться, и жизнь, казавшаяся такой яркой и успешной, внезапно превращается в триллер. Одна из его девушек, с которой он длительное время имел близкие отношения, сообщает что забеременела от него, а у другой при медобследовании обнаружена ВИЧ-инфекция, и она предлагает ему пройти тестирование.

## Критика
Среди части литературных критиков существует устойчивое мнение, что издание книги и предшествующая изданию активная рекламная кампания были оплачены лицами, близкими к администрации президента России.

## Экранизация
В сентябре 2021 года начались съёмки мини-сериала «The Тёлки». Его премьера состоялась 24 февраля 2022 года.